# Skydance Media

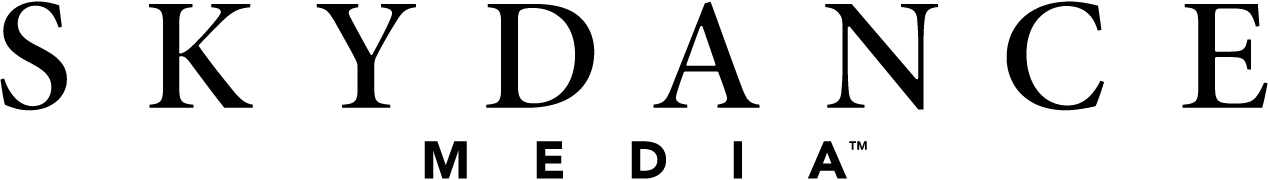
Logo từ năm 2016 đến năm 2021.

Skydance Media (từng được biết đến với tên Skydance Productions) là một công ty sản xuất phim điện ảnh và truyền hình Mỹ có trụ sở tại Paramount Studios ở Hollywood, California, thuộc sở hữu của Paramount Skydance Corporation.
Được thành lập bởi David Ellison vào năm 2006, công ty đã gây được 350 triệu USD để đồng sản xuất và đồng tài chính các phim điện ảnh với hãng Paramount Pictures. Công ty IJNR Trust Inc. sở hữu một phần ba số cổ phần tại Skydance Productions. Skydance chịu trách nhiệm sản xuất nhiều phim điện ảnh trong đó có Nhiệm vụ bất khả thi: Chiến dịch bóng ma, Star Trek: Chìm trong bóng tối, Kẻ hủy diệt: Thời đại Genisys và Star Trek: Không giới hạn.
Năm 2013, hãng Skydance thành lập Skydance Television, tuyển Marcy Ross vào vị trí Chủ tịch. Loạt phim truyền hình đầu tiên của hãng, Manhattan, ra mắt trên kênh WGN America vào ngày 27 tháng 7 năm 2014. Hãng cũng mua được bản quyền chuyển thể thương hiệu Sword Art Online thành phim truyền hình người đóng. Skydance Media ngoài ra cũng có một phân ban chuyên sản xuất phim hoạt hình, với Bill Damaschke giữ vị trí Chủ tịch.
Năm 2009, công ty đã tham gia vào quan hệ đối tác năm năm để đồng sản xuất và đồng tài trợ phim với Paramount Pictures. Thỏa thuận này đã được gia hạn hai lần, kéo dài đến năm 2021. Vào ngày 7 tháng 7 năm 2024, Skydance công bố ý định sáp nhập với Paramount Global trong một giao dịch trị giá 8 tỷ đô la, theo một thỏa thuận mà Skydance sẽ mua lại cổ đông kiểm soát Paramount là National Amusements và sau đó thực hiện sáp nhập toàn bộ bằng cổ phiếu với công ty. Vào ngày 24 tháng 7 năm 2025, thương vụ sáp nhập đã được FCC chấp thuận, hoàn tất vào ngày 7 tháng 8 năm 2025, thành lập Paramount Skydance Corporation, theo đó Skydance trở thành công ty con của Paramount Skydance.

## Danh sách phim

### Skydance Productions
| Ngày phát hành       | Tựa đề                                   | Đồng sản xuất                                                                                          |
| -------------------- | ---------------------------------------- | --- |
| 22 tháng 12 năm 2010 | Báo thù                                  | Paramount Pictures                                                                                     |
| 21 tháng 12 năm 2011 | Nhiệm vụ bất khả thi: Chiến dịch bóng ma | Paramount Pictures, Bad Robot Productions, Cruise/Wagner Productions                                   |
| 19 tháng 12 năm 2012 | The Guilt Trip                           | Paramount Pictures                                                                                     |
| 21 tháng 12 năm 2012 | Phát súng cuối cùng                      | Paramount Pictures, Cruise/Wagner Productions                                                          |
| 28 tháng 3 năm 2013  | Biệt đội G.I. Joe: Báo thù               | Metro-Goldwyn-Mayer, Paramount Pictures, Hasbro Studios, Di Bonaventura Pictures                       |
| 16 tháng 5 năm 2013  | Star Trek: Chìm trong bóng tối           | Paramount Pictures, Bad Robot Productions, K/O Paper Products                                          |
| 21 tháng 6 năm 2013  | Thế chiến Z                              | Paramount Pictures, Plan B Entertainment, GK Films                                                     |
| 17 tháng 1 năm 2014  | Jack Ryan: Đặc vụ bóng đêm               | Paramount Pictures                                                                                     |
| 1 tháng 7 năm 2015   | Kẻ hủy diệt: Thời đại Genisys            | Paramount Pictures                                                                                     |
| 31 tháng 7 năm 2015  | Nhiệm vụ bất khả thi: Quốc gia bí ẩn     | Paramount Pictures, Bad Robot Productions, Alibaba Pictures, Cruise/Wagner Productions                 |
| 22 tháng 7 năm 2016  | Star Trek: Không giới hạn                | Paramount Pictures, Bad Robot Productions, Alibaba Pictures, Sneaky Shark, Perfect Storm Entertainment |
| 21 tháng 10 năm 2016 | Jack Reacher: Không quay đầu             | Paramount Pictures, Cruise/Wagner Productions                                                          |
| 24 tháng 3 năm 2017  | Mầm sống hiểm họa                        | Columbia Pictures                                                                                      |
| 25 tháng 5 năm 2017  | Đội cứu hộ bãi biển                      | Dưới tên Uncharted; Paramount Pictures, The Montecito Picture Company                                  |
| 20 tháng 10 năm 2017 | Siêu bão địa cầu                         | Warner Bros. Pictures, Electric Entertainment                                                          |
| 23 tháng 2 năm 2018  | Annihilation                             | Paramount Pictures, Scott Rudin Productions                                                            |
| 27 tháng 7 năm 2018  | Nhiệm vụ bất khả thi: Sụp đổ             | Paramount Pictures, Bad Robot Productions, Cruise/Wagner Productions                                   |
| 12 tháng 7 năm 2019  | Top Gun: Maverick                        | Paramount Pictures, Jerry Bruckheimer Films, Cruise/Wagner Productions                                 |

### Phim truyền hình
| Tựa đề                 | Kênh        | Năm       | Ghi chú                                                   |
| ---------------------- | ----------- | --------- | --------------------------------------------------------- |
| Manhattan              | WGN America | 2014–2015 | Đồng sản xuất với Tribune Studios và Lionsgate Television |
| Grace and Frankie      | Netflix     | 2015–nay  | Đồng sản xuất với Okay Goodnight!                         |
| Ten Days in the Valley | ABC         | 2017–nay  | Dưới tên Uncharted, đồng sản xuất với Cameron Pictures    |